# Johann Ludwig Christian Gravenhorst
Johann Ludwig Christian Carl Gravenhorst (14. listopadu 1777 Braunschweig – 14. ledna 1857 Breslau, dnešní polská Wrocław) byl německý zoolog a vysokoškolský učitel.

## Životopis
Jako syn bohatého brunšvického sládka a octáře zdědil v raném věku otcův majetek, který ho po zbytek života zbavil všech finančních starostí.
Během školní docházky na Katharineum a Collegium Carolinum v Braunschweigu se Gravenhorst seznámil s Johannem Christianem Ludwigem Hellwigem a Augustem Wilhelmem Knochem, kteří v něm brzy vzbudili zájem o biologii.
Od roku 1797 studoval nejprve práva na univerzitě v Helmstedtu, ale v roce 1799 změnil obor a od té doby studoval přírodní vědy u Johanna Karla Wilhelma Illigera na univerzitě Georga Augusta v Göttingenu. V roce 1801 získal Gravenhorst v Helmstedtu doktorát s prací o entomologii. V roce 1804 byl v Göttingenu habilitován v přírodopisu a zoologii. V roce 1808 byl jmenován mimořádným profesorem.
V roce 1810 odešel na Braniborskou univerzitu ve Frankfurtu jako řádný profesor přírodopisu. Když byla po uzavření Tylžského míru v roce 1811 přestěhována z Frankfurtu nad Odrou do Breslau, přesunul se i on do hlavního města Slezska. Tím, že v roce 1814 věnoval svou významnou soukromou sbírku Královské univerzitě, založil v Breslau Zoologické muzeum. V letech 1828/1829 byl rektorem univerzity, v roce 1818 byl Gravenhorst zvolen členem Leopoldiny.
Při pobytu v Göttingenu se zabýval drabčíkovitými (Staphylinidae) a v Breslau lumkovitými (Ichneumonidae). Gravenhorst proslul jako popisný systematik. Jako první popsal téměř 900 druhů živočichů, například čolka sardinského. Živočišné druhy jím popsané jsou označovány zkratkou „Gravenhorst“.

## Dílo
Výběr z díla:
- Dissertatio sistens conspectvm historiae entomologiae imprimis systematvm entomologieorvm. (= disertační práce, Univerzita v Helmstedtu). C. G. Fleckeisen, Helmstedt 1801, OCLC 71028239.
- Coleoptera microptera Brunsvicensia. Reichard, Braunschweig 1802, OCLC 256348822 (online).
- Monographia Coleopterorum Micropterorum. Heinrich Dietrich, Göttingen 1806, OCLC 717268542.
- Vergleichende Übersicht des Linneischen und einiger neuern zoologischen Systeme. Göttingen 1807, OCLC 191986515.